# Frederic I al Suediei
Frederic I, suedeză Fredrik I, (n. 28 aprilie 1676, Kassel, Hessa-Kassel – d. 25 martie 1751, Stockholm, Suedia) a fost prinț consort al Suediei din 1718 până în 1720, rege al Suediei din 1720 până la moartea sa și landgraf de Hesse-Kassel din 1730.

## Tinerețe
A fost fiul lui Carol I, Landgraf de Hesse-Kassel și al Prințesei Maria Amalia de Courland.

În 1692 tânărul prinț a făcut un tur al republicii olandeze, în 1695 un tur al peninsulei italiene iar mai târziu a studiat la Geneva. A început apoi o carieră militară conducând trupele hessiene ca general locotenent în Războiul Succesiunii Spaniole de partea olandezilor.

A fost învins în 1703 în Bătălia de la Speyerbach însă a participat anul următor în marea victorie din Bătălia de la Blenheim.

În 1706 a fost din nou învins de francezi în Bătălia de la Castiglione.

În 1716 și 1718 s-a alăturat campaniei regelui Carol al XII-lea al Suediei împotriva Norvegiei și a fost numit generalisim suedez.

## Prinț consort și rege al Suediei
Frederic care era văduv din 1705 s-a recăsătorit cu Prințesa Ulrica Eleonora a Suediei în 1715. Tot atunci a devenit Prințul Frederic al Suediei și prinț consort în timpul domniei Ulricăi Eleonora din 1718 până la abdicarea ei în 1720. În 1720 Frederic i-a succedat la tron fiind ales de Riksdag.

## Familie și copii
La 31 mai 1700, s-a căsătorit cu prima lui soție, Louise Dorothea, Prințesă a Prusiei (1680–1705), fiica regelui Frederic I al Prusiei (1657–1713) și Elisabeta Henrietta de Hesse-Kassel (1661–1683). Nu au avut copii.
A doua soție, cu care s-a căsătorit în 1715, a fost Ulrica Eleonora Prințesă a Suediei (1688–1741), fiica regelui Carol al XI-lea al Suediei (1655–1697) și a reginei Ulrica Eleonora a Danemarcei (1656–1693). Nu au avut copii.
Frederic I a avut trei copii nelegitimi cu metresa sa Hedvig Taube:
- Frederick William von Hessenstein (1735–1808).
- Charles Edward von Hessenstein (1737–1769).
- Hedwig Amalia von Hessenstein (1743–1752).

După decesul lui Hedvig Taube, metresa sa oficială a fost nobila Catharina Ebba Horn, căruia i-a acordat titlul de contesă (1745–1748).